# Flukonazol
A flukonazol (INN: fluconazole) gombaellenes gyógyszer, amit szájon át, intravénásan vagy vaginálisan alkalmaznak a gomba- és élesztőgomba-fertőzések kezelésére. Májkárosító mellékhatása van. Vaginális candidiasis kezelésére napi egyszeri adagolás elegendő.

## Készítmények
- Diflucan® (Pfizer)